# Hraniční přechod Studánky–Weigetschlag
Hraniční přechod Studánky–Weigetschlag (německy Grenzübergang Weigetschlag–Studánky) je bývalý silniční hraniční přechod na česko-rakouské státní hranici na hraničním úseku II/60 - II/60b (II/60-1 - II/60-2) mezi českou vesnicí Studánky (část města Vyšší Brod, okres Český Krumlov, Jihočeský kraj) a rakouskou obcí Weigetschlag (část města Bad Leonfelden, okres Urfahr-okolí, Horní Rakousy). Přechod leží v nadmořské výšce 750 m n. m. na silnici II/161; za hranicí pokračuje rakouská silnice B126 směr Linec. Před zrušením byl určen pro pěší, cyklisty, motocykly, osobní automobily, autobusy a nákladní automobily.
Hraniční přechod byl zrušen při vstupu České republiky do Schengenského prostoru v roce 2007. V případě dočasného znovuzavedení ochrany vnitřních hranic je provoz na hraničním přechodu upraven Sdělením Ministerstva vnitra č. 395/2021 Sb.

## Další informace
- Hraniční přechod leží ve Vyšebrodském průsmyku v Přírodním parku Vyšebrodsko. Jihovýchodně od přechodu je nejjižnější bod České republiky.